# A Revolução Permanente
A Revolução Permanente é livro sobre teoria política escrito pelo líder comunista Leon Trotsky durante os quatro anos e meio que fico exilado na Turquia.

## Edições
- Leon Trotsky. The Permanent Revolution & Results and Prospects. Aakar Books. ISBN 978-81-87879-38-1. (em inglês)